# Hi3G Access
Hi3G Access AB, känt som Tre Sverige (3 Sverige) eller Tre Skandinavien (3 Skandinavien), är en svensk teleoperatör som säljer mobiltelefoni och mobilt bredband under varumärkena 3 och Hallon. Företaget ägs av Hongkongbaserade CK Hutchison Holdings (60%) och Investor AB (40%) och har sitt huvudkontor i Johanneshov i Stockholm. Företaget bedriver verksamhet inom mobiltelefoni för både privat- och företagskunder. Företaget har cirka 2 miljoner kunder. 
Bolaget bildades 1999 inför fördelningen av 3G-licenser för den svenska marknaden och var ett av de fyra bolag som tilldelades en licens av tillsynsmyndigheten Post- och telestyrelsen (PTS) efter en så kallad skönhetstävling.

## 3 som operatör
3 är Sveriges fjärde största mobiloperatör, efter Telia, Tele2 och Telenor. 3 startades i december 2000 av Investor AB och Hutchison Whampoa och lanserades i Sverige den 3 maj 2003. År 2004 introducerades gratis telefoni inom det egna nätet och 2006 lanserades mobilt bredband, som tredje operatör i världen.  Under flera år fick 3 ett dåligt betyg när de olika teleoperatörerna jämförs i undersökningar gjorda av Svenskt kvalitetsindex. Alla andra operatörer, utom just 3, fick godkänt avseende den kundupplevda täckningen. I en undersökning år 2017 rasade 3 tio enheter i betyg, vilket innebar att man var mycket nära den gräns som indikerar att ett företag har svårt att motivera sina kunder att stanna kvar. Kritiken mot företaget rörde framför allt vad kunderna upplevde som otillräcklig information vid abonnemangsteckning samt hanteringen av klagomål. I Svenskt kvalitetsindex mätning 2018 förbättrade operatören sitt resultat och dess systerbolag Hallon låg på tredje plats i fråga om kundnöjdhet.

## 3:s mobila nätverk

### 3G
3 har 3G-nät på två frekvenser, 2100 MHz och 900 MHz. På 2100 MHz delar man 70 % av nätet med Telenor under bolaget 3GIS som de äger 50 % vardera. Detta nät har en hastighet på upp till 42 Mbit/s i stora delar av landet. De sista 30 % motsvarar Stockholm, Göteborg, Malmö, Lund och Karlskrona (med omnejd) där operatörerna bygger och driver sina egna 3G-nät på 2100 MHz. 
Utöver detta bygger 3 även 3G på 900 MHz vilket ger förbättrad yttäckning samt genomträngning av hus, skogar etc. Detta nät får endast 3:s kunder ta del av. Att bygga 3G på 900 MHz ger en teoretisk maxhastighet på 21 Mbit/s. Det är även en bra ersättare för GSM. Tidigare hade 3 generellt något sämre täckning än operatörer med ett GSM-nät, men med 3G på 900 MHz byggdes detta bort. Att bygga ut ett nät på 900 MHz ger ungefär fem gånger så bra täckning, i jämförelse med ett likvärdigt nät på 2100 MHz.
3 var en av de fyra operatörer som fick en 3G-licens. Orange, Tele2 och Telenor fick de andra tre, Orange valde sedan att lämna tillbaka sin licens. Utrymmet från Oranges frekvens fördelades mellan de kvarvarande operatörerna 3, Tele2 och Telenor.

### 4G/LTE
3 bygger även ut 4G/LTE i Sverige, på 800 MHz och 2600 MHz. På landsbygden, i städer samt som kompletteringsband används 800 MHz. För högre hastigheter och bättre kapacitet används 2600 MHz. 3 Sverige var även världens första operatör (enligt ZTE) att ha ett LTE-nät med både FDD (Frequency Division Duplex) och TDD (Time-division duplexing).
I 3:s nät går det att nå hastigheter på upp till 64 Mbit/s vid nedladdning och 9 Mbit/s vid uppladdning. Tester visar att det går att få upp till 80 Mbit/s ner och 25 Mbit/s upp med 4G-nätet.
År 2018 startade 3 sin största nätsatsning sedan 2003 för att fördubbla antalet basstationer för 4G i vissa områden. Uppgraderingen av nätet gäller både 3G och 4G.

## Ledning
Hi3G Access AB har haft följande verkställande direktörer:
- Chris Bannister (2000–2003)
- Shlomo ”Momo” Liran (2004–2006)
- Peder Ramel: (2007–2012)
- Nicholas Högberg: (2012–2016)
- Johan Johansson: (2016–2019)[7]
- Haval van Drumpt: (2019–)

Peder Ramel var 2012–2018 koncernchef för 3 Skandinavien som består av 3 Danmark och 3 Sverige. Sedan 2018 är Morten Christiansen koncernchef.